# パニック・イン・SST/デス・フライト
パニック・イン・SST/デス・フライト（原題：SST: Death Flight、別題：Death Flight、Flight of the Maiden、SST: Disaster in the Sky）は、1977年に公開されたアメリカ合衆国のパニックテレビ映画。監督デヴィッド・ローウェル・リッチ。

## あらすじ
超音速旅客機メイデン号の初フライト。会社の待遇に不満を持ったフィリップの企みにより、油圧システムが破壊される。乗組員が修理を試みるも失敗し、機体の一部が爆発、急激な減圧が発生する。
また、乗客の一人であるサーマンがインフルエンザ・ウイルスを機内に持ち込んでいた事が判明し、メイデン号は着陸を拒否されてしまう。

## キャスト
| 役名           | 俳優                     | 日本語吹替                          |
| 役名           | 俳優                     | 日本テレビ版                        |
| -------------- | ------------------------ | ----------------------------------- |
| バーノン       | バート・コンヴィ         | 山田康雄                            |
| ポール         | ピーター・グレイブス     | 川合伸旺                            |
| コール         | ローン・グリーン         | 北原義郎                            |
| フィリップ     | ジョージ・マハリス       | 青野武                              |
| フェアバンクス | ダグ・マクルーア         | 仲木隆司                            |
| カーラ         | バーバラ・アンダーソン   |                                     |
| バセット       | バージェス・メレディス   |                                     |
| ライル         | マーティン・ミルナー     | 石田太郎                            |
| サーマン       | ブロック・ピーターズ     |                                     |
| ナンシー       | スーザン・ストラスバーグ |                                     |
| ウォルシュ機長 | ロバート・リード         | 森川公也                            |
| デヴィッド     | ビリー・クリスタル       |                                     |
| ボブ           | ジョン・デ・ランシー     |                                     |
| 不明 その他    |                          | 仁内建之 小島敏彦                   |
|                |                          |                                     |
| 演出           | 演出                     | 壷井正                              |
| 翻訳           | 翻訳                     | 大野隆一                            |
| 効果           | 効果                     | PAG                                 |
| 調整           |                          |                                     |
| 制作           | 制作                     | グロービジョン                      |
| 解説           | 解説                     | 水野晴郎                            |
| 初回放送       | 初回放送                 | 1977年11月23日 『水曜ロードショー』 |